# Villaquinte (Carballedo)
Villaquinte (llamada oficialmente Santa María de Vilaquinte) es una parroquia y una aldea española del municipio de Carballedo, en la provincia de Lugo, Galicia.

## Organización territorial
La parroquia está formada por dieciocho entidades de población, constando catorce de ellas en el nomenclátor del Instituto Nacional de Estadística español:
- A Forxa
- A Laxiña
- A Torre
- Casqueixeiro
- Meixonfrío
- Nespereira
- O Ladredo
- O Piñeiro
- O Prado
- Os Chaos
- O Souto
- Outeiro
- San Pedro
- Sergude
- Tourón
- Touza[5] (A Touza)
- Vilaquinte
- Viñás

## Demografía

### Parroquia
| Gráfica de evolución demográfica de Villaquinte (parroquia) entre 2000 y 2019 |
|                                                                               |
| Datos según el nomenclátor publicado por el INE.                              |

### Aldea
| Gráfica de evolución demográfica de Vilaquinte (aldea) entre 2000 y 2019 |
|                                                                          |
| Datos según el nomenclátor publicado por el INE.                         |